# Iran aux Jeux olympiques d'hiver de 2002
L'Iran participe aux Jeux olympiques d'hiver de 2002 à Salt Lake City.

## Athlètes engagés
Deux sportifs iraniens se sont qualifiés pour ces Jeux, un en ski alpin et un en ski de fond.